# 11728 Einer
11728 Einer eller 1998 JC2 är en asteroid i huvudbältet som upptäcktes den 1 maj 1998 av NEAT vid Haleakalā-observatoriet. Den är uppkallad efter Steve Einer.
Den tillhör asteroidgruppen Koronis.